# BMW Ljubljana Open 1994
Il BMW Ljubljana Open 1994 è stato un torneo di tennis facente parte della categoria ATP Challenger Series nell'ambito dell'ATP Challenger Series 1994. Il torneo si è giocato a Lubiana in Slovenia dal 2 all'8 maggio 1994 su campi in terra rossa.

## Vincitori

### Singolare
Horst Skoff ha battuto in finale  Tomás Carbonell con il punteggio di 0–6, 6–4, 7–6

### Doppio
Olivier Delaître /  Jean-Philippe Fleurian hanno battuto in finale  Kenneth Carlsen /  Mikael Tillström con il punteggio di 6–1, 4–6, 6–1